# HCI Burnie International II 2024
Das HCI Burnie International II 2024 war ein Tennisturnier der ITF Women’s World Tennis Tour 2024 für Damen und ein Tennisturnier der ATP Challenger Tour 2024 für Herren in Burnie. Die Turniere fanden parallel vom 5. bis 11. Februar 2024 statt.